# Apomys
Apomys är ett släkte gnagare i familjen råttdjur med cirka 15 arter som förekommer på Filippinerna.

## Beskrivning
Arterna påminner om vanliga möss. De når en kroppslängd (huvud och bål) mellan 8 och 14 cm, en svanslängd av 8 till 18 cm och en vikt mellan 20 och 50 gram. Den täta mjuka pälsen är på ovansidan brunaktig och på buken ljusgrå till vitaktig. Svansen är bara glest täckt med hår och nosen är spetsig.
Apomys lever i bergstrakter mellan 300 och 2 800 meter över havet. De är främst aktiva på natten och vistas vanligen på marken. Födan utgörs av växtdelar och av småkryp.

## Taxonomi
Tillsammans med randråttor och två andra släkten räknas Apomys till den så kallade Chrotomys-gruppen.
Arterna enligt Mammal Species of the World är:
- Apomys abrae hittas på norra Luzon.
- Apomys camiguinensis är endemisk för ön Camiguin och beskrevs först 2006.
- Apomys datae lever på norra Luzon.
- Apomys gracilirostris förekommer på Mindoro.
- Apomys hylocetes hittas på Mindanao.
- Apomys insignis lever likaså på Mindanao.
- Apomys littoralis finns också på Mindanao.
- Apomys microdon förekommer på Luzon.
- Apomys musculus lever på flera öar av norra Filippinerna.
- Apomys sacobianus hittas på Luzon.

IUCN listar A. camiguinensis som sårbar (VU), A. insignis som nära hotad (NT), A. abrae, A. gracilirostris, A. littoralis och A. sacobianus med kunskapsbrist (DD) och alla andra som livskraftiga (LC).
Under senare år beskrevs flera nya arter:
- Apomys aurorae, östra Luzon.
- Apomys banahao, i bergstrakter på södra Luzon.
- Apomys brownorum, i bergstrakter på västra Luzon.
- Apomys magnus, i bergstrakter på södra Luzon.
- Apomys minganensis, i bergstrakter på östra Luzon.
- Apomys sierrae, norra Luzon och tillhörande öar.
- Apomys zambalensis, i bergstrakter på västra Luzon.